# Fabio di Colloredo

Stemma Colloredo

Fabio di Colloredo (Colloredo di Monte Albano, 15 febbraio 1672 – Lucca, 15 novembre 1742) è stato un arcivescovo cattolico italiano.

## Biografia
Membro della nobile famiglia friulana dei Colloredo e nipote del cardinale Leandro, nacque nel castello di famiglia nel 1642.
Studiò a Siena e si segnalò in Lettere e arti cavalleresche. A 20 anni entrò nella Confederazione dell'oratorio di San Filippo Neri. Fu presbitero dell'Oratorio di Venezia; successivamente fu consacrato arcivescovo di Lucca nel 1731, vi celebrò un sinodo nel 1736 e vi rimase fino alla morte. Fu sepolto nella cattedrale di San Martino.

## Genealogia episcopale
La genealogia episcopale è:
- Cardinale Scipione Rebiba
- Cardinale Giulio Antonio Santori
- Cardinale Girolamo Bernerio, O.P.
- Arcivescovo Galeazzo Sanvitale
- Cardinale Ludovico Ludovisi
- Cardinale Luigi Caetani
- Cardinale Ulderico Carpegna
- Cardinale Paluzzo Paluzzi Altieri degli Albertoni
- Papa Benedetto XIII
- Cardinale Leandro di Porcia, O.S.B.Cas.
- Arcivescovo Fabio di Colloredo, C.O.